# Marios Joannou Elia
Marios Joannou Elia, född 19 juni 1978 i Pafos, är en grekcypriotisk kompositör. Hans verk omfattar symfonier, oratorier, operor, rapsodier, körverk och festkompositioner. Hans kompositionskatalog omfattar omkring 100 verk.